# 東方輝針城 〜 Double Dealing Character.
『東方輝針城 〜 Double Dealing Character.』（とうほうきしんじょう ダブル・ディーリング・キャラクター）とは、同人サークルの上海アリス幻樂団によって制作された弾幕系シューティングゲームであり、東方Projectの第14弾にあたる作品である。発売日は2013年8月12日である。
本作は、2013年5月26日開催の同人イベント「博麗神社例大祭10」で体験版CD-Rが販売された。7月19日にはWeb体験版が公開され、完成版は8月12日開催の「コミックマーケット84」で販売された。8月15日からは同人ショップでの委託販売も行なわれている。また2014年8月13日から、東方Projectの作品としては初めてのダウンロード販売がPLAYISMにて実施されたほか、2019年6月19日にはSteamでの配信が行われた。
本項では、以降は『輝針城』と称することとする。その他の本項で使用されている東方Project関連の略称については、東方Project#凡例を参照。

## システム
機体性能の異なる「博麗霊夢」「霧雨魔理沙」「十六夜咲夜」の3種類の自機から1つ選択し、その後それぞれ2種類ある武器タイプ（装備）からいずれかを選択する。
2種類のうち1種類は、妖気に反応して自動で動く「妖器」という設定である。
敵や敵弾に当たるとミスとなり残機が1つ減った上でその場で復活する。全ての残機を失うとゲームオーバーとなるが、コンティニューすればそのステージの最初から復活しゲームを続行可能。コンティニューしないで6面（最終面）のボスを倒すとグッドエンディングになる。コンティニューせずにクリアすれば、全1面のExtraステージが追加される。

## あらすじ
幻想郷では突然大人しい妖怪が暴れだしたり、道具が勝手に動き出す現象が起こっていた。博麗霊夢たちが暴れている妖怪を退治していくと、やがて空から逆さまに建つ城、輝針城に辿り着く。
中にいたのは天邪鬼の鬼人正邪と小人の少名針妙丸であった。彼女らは、弱者が力を得る世界を望み、打ち出の小槌を使って幻想郷をひっくり返そうとしていた。
彼女らが倒された後、打ち出の小槌の魔力は回収期に入り、妖怪たちは元通り大人しくなった。この異変は後に「逆様異変」と呼ばれるようになった。

## 登場人物

### 新規の登場人物
ここでは、『輝針城』が初出の登場人物を解説する。
わかさぎ姫（わかさぎひめ）
霧の湖に住んでいる人魚。本来は大人しい妖怪で、影狼曰く「気弱で虫も殺せないような性格」とのこと。人間に敵対心は持っていない。
打ち出の小槌の魔力によって強気になり、暴れ出したが霊夢たちに倒された。
影狼とは、「草の根妖怪ネットワーク」で知り合った模様で、彼女に食べられそうになった事があるらしい。
赤蛮奇（せきばんき）
人間の里で人間に紛れて暮らしているろくろ首。普段は人里で人間に紛れ、一人でひっそりと生活している妖怪であり、人間とも妖怪とも打ち解けられないプライドの高さと、物事を斜に構えて見る性格の持ち主。『心綺楼』の一件を否定的に見ていた。打ち出の小槌の魔力に冒され、霊夢たちに襲いかかるが撃退された。
今泉 影狼（いまいずみ かげろう）
迷いの竹林に住んでいる狼女。ニホンオオカミに変身できる。落ち着いた性格で、その性格は変身しても変わらない。
本人は「自分の意思で暴れている」と主張していたが、実際は打ち出の小槌の魔力によって凶暴になっていた。本来は「毛深くなる」、「抜け毛の処理が面倒」などの理由で満月の夜は、ひっそりと暮らしている。
ロングタイプのドレスを着ているが、これは満月の夜に生える体毛が恥ずかしいのでそれを隠すためのもの。
わかさぎ姫とは「草の根妖怪ネットワーク」で知り合った模様で、本人によれば誤って彼女を食べかけた事があるらしい。
ドレスの柄が花札の「芒に月」と同じ柄となっており、ZUNは花札をモチーフとして扱ったことについては｢3面だけです｣とコメントしている。
九十九 弁々（つくも べんべん）
琵琶の付喪神。大人びた姉役。突然空中に現れた輝針城によって大きな力が湧いてくることに気づく。道具の力によって世界を征服しようと輝針城を目指していた。八橋とは姉妹だと言っているが、付喪神になった時期が同じなだけであり、血縁関係はない。
九十九 八橋（つくも やつはし）
琴の付喪神。勝気な妹役。弁々と同じ理由で輝針城に向かっていた。
鬼人 正邪（きじん せいじゃ）
天邪鬼。今回の異変の黒幕。
普段から人と逆のことを考え、嫌われることを喜んでいた。強者が支配して安定している幻想郷をひっくり返し、弱者が力を得る世界を望んでいた。野望を達成するため、打ち出の小槌を使える針妙丸に目を付けた。
エンディングによっては、魔理沙と共に（打ち出の小槌の反動及び代償を知らないまま）活動、人間・妖怪・付喪神を加えて勢力を伸ばしている姿が見られる。
『弾幕アマノジャク』では、主人公として登場しており、今回の異変に懲りず、小槌の魔力が宿った道具を集め再び異変を起こそうとするが、幻想郷の秩序を守ろうとする妖怪たちによって指名手配される。
少名 針妙丸（すくな しんみょうまる）
一寸法師の末裔の小人。今回の異変の実行犯。過去のことを知らないため、もともと打ち出の小槌の存在を知らなかった。正邪に小人族の嘘の歴史を教え込まれ、弱者が力を得る世界を築くため打ち出の小槌の封印を解く。
エンディングによっては、小さくなった（本来の大きさに戻った）針妙丸を虫や獣から護る為の措置として、霊夢によって虫かごに入れられた姿が見られる。
咲夜が手に入れた妖剣は、元は針妙丸の持ち物で、彼女が実験的に付喪神にしたものである。
『弾幕アマノジャク』では、正邪に一緒に降伏するように勧めたが、断られた。
堀川 雷鼓（ほりかわ らいこ）
和太鼓の付喪神で、聡明な性格をしている。打ち出の小槌の魔力によって力が湧いてくることに気付いたが、それが鬼の魔力であり、このままだと体が魔力に乗っ取られ、加えて自分が真に自立したとは言えないと悟る。そこで、鬼の魔力を捨て去り、代わりに外の世界から来たドラムを取り込む。これによって外の世界の魔力を取り込むことができるようになった。このため、針妙丸が敗れ打ち出の小槌が魔力を失った後も力を得たままであった。
彼女は周りの付喪神（弁々と八橋）に上記の方法を教えて回った。

### 既存の登場人物
ここでは、『輝針城』が初出ではない登場人物を解説する。
博麗霊夢
博麗神社の巫女。お祓い棒が妖怪を勝手に追い払うようになったが便利だったので放っておいた。霧の湖で妖怪が暴れていると聞き、調査に向かう。
霧雨魔理沙
魔法使い。ミニ八卦炉が妖気に反応して火を噴くようになったが火力が増して魅力的なので放っておいた。霊夢に先を越されまいと妖怪退治に向かう。
十六夜咲夜
紅魔館のメイド。勝手に敵に向かっていく妖剣を偶然手に入れた。霧の湖の様子を見て、剣の使い勝手を試すついでに調査に向かう。
チルノ
霧の湖に住む氷の妖精。霊夢たちを攻撃するが、目的はなくただそこにいたから攻撃しただけである。
一部のエンディングではレミリア・スカーレットが登場する。

## 用語
- 打ち出の小槌

一寸法師が鬼を退治した際に得た、鬼の道具。小人族のみ使うことができる。
どんな願いでもかなえることができるが、鬼の魔力によるものであるため、それに見合った代償が与えられる。あるとき一人の末裔が民を支配するという願いを叶えようとした際、輝針城が出現して小槌の魔力が尽きた。その瞬間小人族は鬼の世界に幽閉されてしまい、この事件があってから封印されていた。

## ステージ
| ステージ    | タイトル             | 場所             | 中ボス      | ボス        |
| ----------- | -------------------- | ---------------- | ----------- | ----------- |
| STAGE 1     | 淡水真珠の涙         | 霧の湖           | チルノ      | わかさぎ姫  |
| STAGE 2     | 柳の下の生首         | 柳の運河         | 赤蛮奇      | 赤蛮奇      |
| STAGE 3     | 十五夜の妖獣         | 迷いの竹林       | 今泉 影狼   | 今泉 影狼   |
| STAGE 4     | 嵐の中の不協和音     | 幻想郷上空（嵐)  | 九十九 八橋 | 九十九 弁々 |
| STAGE 4     | 嵐の中の不協和音     | 幻想郷上空（嵐)  | 九十九 弁々 | 九十九 八橋 |
| STAGE 5     | 何もかも逆さまな世界 | 空中逆さ城内部   | 鬼人 正邪   | 鬼人 正邪   |
| STAGE 6     | 小さき者の大きな野望 | 輝針城天守閣     | 鬼人 正邪   | 少名 針妙丸 |
| EXTRA Stage | 世界内存在に響く鼓動 | 幻想郷上空（嵐） | 九十九姉妹  | 堀川 雷鼓   |

STAGE 4
4面は、最初の武器選択で「妖器を使用」と「妖器を使用しない」とのどちらを選択するかで分岐する。ゲーム上には表記はないが、本稿では便宜上、前者を A, 後者を B と記す。4面Aでは中ボスが九十九八橋、ボスが九十九弁々となり、4面Bでは中ボスが九十九弁々、ボスが九十九八橋となる。

## 曲目リスト
1. 不思議なお祓い棒 - タイトル
2. ミストレイク - 1面のテーマ
3. 秘境のマーメイド - 1面ボス わかさぎ姫のテーマ
4. 運河を行き交う人妖 - 2面のテーマ
5. 柳の下のデュラハン - 2面ボス 赤蛮奇のテーマ
6. 満月の竹林 - 3面のテーマ
7. 孤独なウェアウルフ - 3面ボス 今泉影狼のテーマ
8. マジカルストーム - 4面のテーマ
9. 幻想浄瑠璃 - 4面ボス 九十九弁々・九十九八橋のテーマ
10. 空中に沈む輝針城 - 5面のテーマ
11. リバースイデオロギー - 5面ボス 鬼人正邪のテーマ
12. 針小棒大の天守閣 - 6面のテーマ
13. 輝く針の小人族 〜 Little Princess - 6面ボス 少名針妙丸のテーマ
14. 魔力の雷雲 - Extraステージのテーマ
15. 始原のビート 〜 Pristine Beat - Extraステージボス 堀川雷鼓のテーマ
16. 小槌の魔力 - エンディング
17. 不思議な不思議な道具達 - スタッフロール